# ديريك سوندرز
ديريك سوندرز (بالإنجليزية: Derek Saunders)‏ (6 يناير 1928 في المملكة المتحدة - 3 مارس 2018) هو لاعب كرة قدم بريطاني في مركز الوسط، شارك في الألعاب الأولمبية الصيفية 1952. ولعب مع تشيلسي.

## وصلات خارجية
- ديريك سوندرز على موقع قاعدة بيانات كرة القدم.إي يو (الإنجليزية)
- ديريك سوندرز على موقع أوليمبيديا (الإنجليزية)
- ديريك سوندرز على موقع اللجنة الأولمبية البريطانية (الإنجليزية)